# Банни чау
Банни чау (англ. Bunny chow), часто называемое просто банни — южноафриканское блюдо, фаст-фуд индийского происхождения, состоящее из буханки белого хлеба с вынутой мякотью, наполненной карри и салатом.
Возникло среди индийских южноафриканцев Дурбана. В южноафриканских провинциях можно найти адаптацию оригинальной версии банни чау, в которой используется только четверть буханки хлеба и которую иногда называют skhambane, kota («quarter» — «четверть») или shibobo, это общее название со sphatlo, южноафриканским блюдом, произошедшим от банни чау.

## История

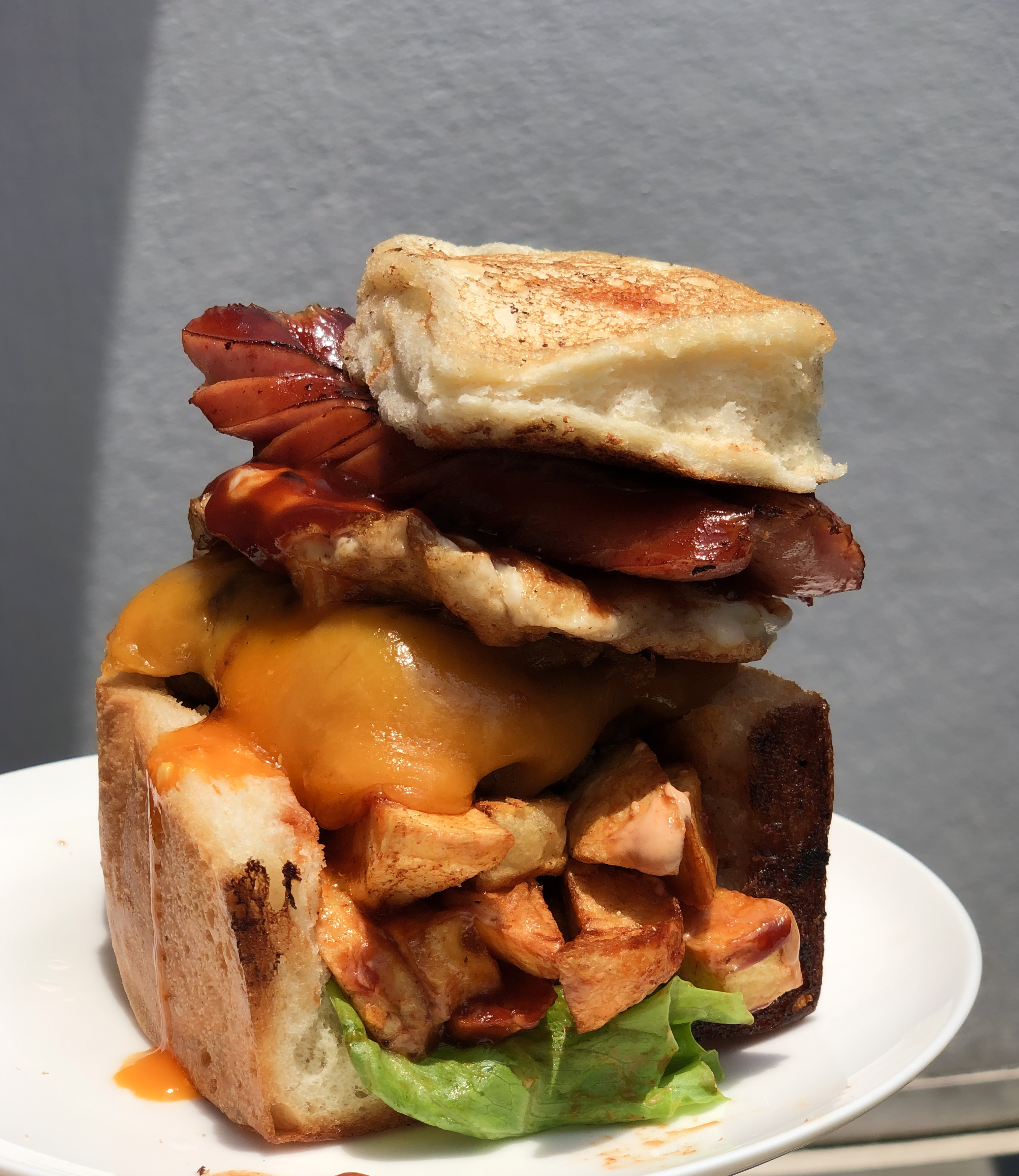
Спатло — вариант банни чау

Банни чау было создано в южноафриканском Дурбане, где проживает большая община индийского происхождения. Точное происхождение продукта оспаривается, хотя его создание датируется 1940-ми годами. Он также продавался в Гверу, Родезия (ныне Зимбабве), во время Второй мировой войны и до сих пор продается в соседнем городе Кадома, ранее известном как Гатума.
Истории о происхождении банни чау датируются временем прибытия индийских рабочих-мигрантов в Южную Африку. Согласно одной истории, рабочие, пришедшие работать на плантации сахарного тростника в Квазулу-Натале (Порт-Натал), должны были работать много часов с короткими перерывами. Они раскладывали свою еду на больших перерывах, что отнимало много времени, пока они не придумали банни чау. Индийцы нашли способ быстро приготовить еду, которая не остывала, а готовка не занимала большую часть перерыва. Из хлеба, который они пекли, делали «миску», в которую накладывали карри и овощи. Это также было удобно, поскольку еду можно было взять на плантацию. Мясные начинки появились позже. Использование буханки белого хлеба также можно объяснить отсутствием традиционной индийской лепёшки роти, а также её неподходящей структурой для начинки; таким образом, дешёвая буханка, широко доступная в местных магазинах, стала оптимальной заменой посуды для карри.

## Этимология

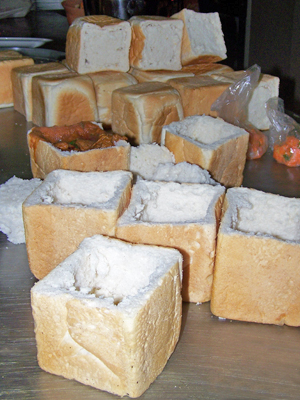
Стол с вырезанными «четвертями буханок», которые нужно заполнить для получения банни чау

Одна история утверждает, что южноафриканский ресторан, управляемый представителями касты банья, впервые приготовил это блюдо в ресторане-кафе Kapitan’s на углу улиц Виктория и Альберт в Дурбане. Другая история предполагает, что это блюдо возникло из-за того, что индийским кедди (помощники при игре в гольф) не разрешалось носить с собой острые столовые приборы, такие как ножи, во время апартеида. «Chow» в южноафриканском английском языке — это просто сленговое слово «еда», а также глагол «есть».
Традиционной индийской едой были роти и бобы, но роти, как правило, разваливались, если их взять с собой. Чтобы решить эту проблему, внутреннюю часть буханки белого хлеба вынули и наполнили карри, а затем начинку закрыли вырезанной частью. Вегетарианскую версию блюда иногда называют «фасолевый/бобовый банни». Альтернативная, хотя и маловероятная, этимология происходит от созвучия «bun» («булочка») и «achar» (индийские маринованные закуски), хотя последние обычно не включаются в блюдо (разве что в качестве дополнения).

## Приготовление и употребление

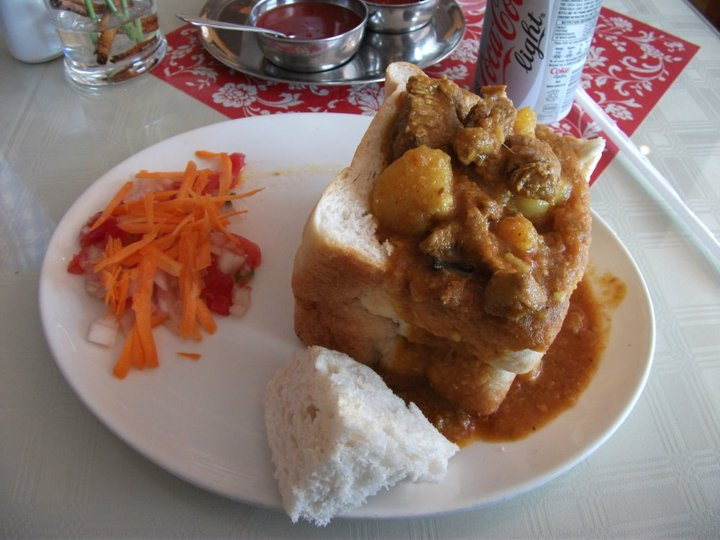
Банни чау с бараниной в Дурбане, Южная Африка

Банни чау популярны среди индийцев и других этнических групп в районе Дурбана. Банни чау обычно начиняют карри, приготовленным по традиционным рецептам Дурбана: карри из баранины или ягненка, карри из курицы, карри из говядины и фасоли, и карри из фасоли. Другие разновидности, встречающиеся по всей стране с использованием менее традиционных дурбанско-индийских блюд, включают чипсы с соусом карри, жареную колбасу, сыр, яйца и болонскую колбасу. Оригинальный банни чау был вегетарианским. Блюдо часто подают с гарниром из салата, содержащего тёртую морковь, перец чили и луковый салат.
Также используют самбал, он включает в себя нарезанные помидоры, лук и зелёный перец чили, с белым уксусом. Другие гарниры включают индийские соленья и маринованные овощи и фрукты, такие как маринованный манго, маринованный лайм или лимон, овощные соленья и другие сезонные маринованные продукты. Главная желательная характеристика банни чау состоит в том, что подливка из начинки карри впитывается в стенки хлеба. Совместное поедание одного банни чау — не редкость.
Банни чау продаются в четвертинках, половинках и целых буханках. При заказе банни чау в Дурбане на местном сленге нужно попросить только «quarter mutton» («четвертинка с бараниной») (или, вкус и размер по вашему выбору); в просторечии люди говорили: «Can I have a quarter mutton bunny?»
Банни в основном едят руками, местные жители не используют посуды.
Банни чау изначально подавался упакованным во вчерашней газете. Однако это больше не распространено, и банни на вынос чаще продают в «банни-коробках», которые сохраняют тепло и предотвращают утечку карри.